# Başçiftlik
Başçiftlik là một huyện thuộc tỉnh Tokat, Thổ Nhĩ Kỳ. Huyện có diện tích 231 km² và dân số thời điểm năm 2007 là 5093 người, mật độ 22 người/km².